# Affaire France Télécom
Affaire France Télécom, procès France Télécom et affaire des suicides désignent une affaire judiciaire française visant l'entreprise France Télécom (devenue Orange en 2013) pour harcèlement moral. Les faits, sur la période 2006-2011,, atteignent leur paroxysme en 2009 dans une période surnommée la « crise des suicides » — 35 suicides en 2008 et 2009 selon l’Observatoire du Stress et des mobilités forcées, les syndicats et la direction. En décembre 2019, Orange et plusieurs de ses cadres et dirigeants sont condamnés à une amende de 75 000 euros pour harcèlement moral.

## Plan NExT et nouvelles méthodes de management
Le 27 février 2005, Didier Lombard devient PDG de France Télécom. Il poursuit et amplifie la politique de réorganisation du groupe initiée par son prédécesseur Thierry Breton. Le projet présenté et mis en œuvre par Didier Lombard, le plan NExT, est un plan de redressement de l'entreprise qui vise, entre autres objectifs, au départ en trois ans de 22 000 des 120 000 salariés, dans un contexte d'ouverture à la concurrence.
Le plan NExT introduit un management violent. En 2004, 4 000 employés sont formés durant dix jours afin d'accomplir sur le terrain le plan NExT : la réduction des effectifs est une priorité, de nouvelles techniques de management sont introduites, la méthode est de dégrader les conditions de travail, afin de pousser psychologiquement une partie des employés au départ volontaire, réduisant ainsi les indemnités à payer.
Des propos de Didier Lombard à l'époque ont marqué les esprits. « Ce sera un peu plus dirigiste que par le passé », (...) « c’est notre seule chance de faire les 22 000 [salariés en moins] ». « Il faut bien se dire qu’on ne peut plus protéger tout le monde (…) En 2007, je ferai les départs d’une façon ou d’une autre, par la fenêtre ou par la porte », lâche-t-il en octobre 2006 devant l'association des cadres supérieurs et dirigeants de France Telecom (Acsed). Lors d'un événement interne en janvier 2009, il précise sa pensée : « Y compris les populations qui ne sont pas à Paris. Qui pensent que la pêche aux moules est merveilleux (sic) eh ben, c'est fini ! ». Et pendant une conférence de presse le 15 septembre 2009, Didier Lombard évoque une « mode des suicides ». Une formulation qu'il a regrettée ensuite, en prétextant avoir, par erreur, « utilisé le mot "mode" qui était la traduction du mot mood (humeur) en anglais », mais qui choque profondément salariés, syndicats et opinion publique.
Ainsi, les managers ont pour objectif d'inciter des salariés à démissionner, d'en muter dans d’autres secteurs de la fonction publique ou de signer des congés de fin de carrière. Des stages apprennent à ces managers des schémas sur les courbes du deuil qui définissent six étapes par lesquelles tout salarié qui se voit annoncer la suppression de son poste, doit passer : l’annonce de la mutation, le refus de comprendre, la résistance, la décompression qui peut aller jusqu'à la dépression, la résignation et l’intégration du salarié (harcèlement qui peut aussi se terminer très mal par des suicides),,,.

## Plainte
Le syndicat SUD PTT dépose une plainte le 14 décembre 2009 (plainte enregistrée en mars 2010),, contre la société France Télécom SA (Orange) et Didier Lombard, président directeur général, Olivier Barberot, directeur des ressources humaines et Louis-Pierre Wenès, directeur exécutif délégué.
La CFE CGC et SUD sont les seuls syndicats à s'être constituées partie civile

## Procès
Il s'agit du premier procès d'une entreprise du CAC 40 pour harcèlement moral. Le principal prévenu est Didier Lombard, président-directeur général de l'époque. L'affaire est « devenue un symbole de la souffrance au travail ».
Le 6 janvier 2015, l'enquête est close sur la vague de suicides et qui pourrait ouvrir la voie à la reconnaissance par la justice d’un harcèlement moral institutionnel.
En juillet 2016, le parquet de Paris demande le renvoi devant le tribunal correctionnel, pour harcèlement moral, de la société Orange, en tant que personne morale, et de sept responsables : Didier Lombard, ancien dirigeant du groupe, Louis-Pierre Wenes, son ancien numéro 2, Olivier Barberot, l'ancien responsable des ressources humaines ainsi que quatre cadres pour complicité. La CFE-CGC Orange a pour sa part réclamé la qualification d'homicide involontaire en lieu et place de harcèlement moral. C'est la première fois qu'une grande entreprise est poursuivie en France pour ce délit.
En juin 2018, la justice décide de faire comparaître en 2019 pour harcèlement moral l'entreprise France Telecom, son ancien PDG Didier Lombard et ses seconds Louis-Pierre Wenès et Olivier Barberot.
Trente-neuf cas individuels (19 suicides, 12 tentatives de suicide, 8 dépressions ou arrêts de travail) sont discutés lors du procès en 2019.
Le 20 décembre 2019, Orange, ex-France Télécom, son ancien PDG Didier Lombard et six autres cadres et dirigeants ont été condamnés pour « harcèlement moral », près de dix ans après une crise sociale durant laquelle plusieurs dizaines de salariés se sont suicidés.
En France, l'affaire a fait évoluer certaines pratiques en matière de management et de ressources humaines, avec notamment des efforts sur la prévention des risques psychosociaux et une meilleure prise en compte du harcèlement moral.
Dans son procès sur sa politique de gestion des ressources humaines d'Orange, Didier Lombard est condamné à un an de prison, dont huit mois avec sursis, et 15 000 euros d'amende. Le groupe, rebaptisé Orange en 2013, doit payer une amende de 75 000 euros. Didier Lombard a décidé d'interjeter appel.
En reconnaissant le harcèlement moral institutionnel de France Télécom, le tribunal ouvre la porte à d'autres demandes de réparations. Les juges affirment que tous les membres du personnel de France Télécom salariés pendant la période de prévention retenue par le tribunal sont fondés à demander réparation. C'est donc potentiellement les 130 000 salariés en poste en France pendant le plan NExT du 1er janvier 2007 au 31 décembre 2008 qui pourraient avoir intérêt à agir. La base de réparation retenue allant de 10 000 jusqu'à 45 000 euros, c'est-à-dire 2 milliards d'euros minimum de demandes de réparations potentielles auxquels est exposé Orange.
Orange, qui ne fait pas appel du jugement, décide en juillet 2019 de créer une commission d'indemnisation, dont la mise en œuvre fait l’objet d’échanges avec les organisations syndicales.

## Rôle des CHSCT
L'inspectrice du travail, Sylvie Catala, adresse un courrier à Didier Lombard lui indiquant qu’il est urgent d’agir, en évoquant les 64 PV de CHSCT et les très nombreux rapports de médecine du travail qui alertent sur les suicides.
La direction, au plus haut niveau, décide de faire obstruction aux tentatives des élus CHSCT de faire prévaloir leurs droits aux expertises, enquêtes, droits d’alertes, aux conseils des inspections du travail, des médecins du travail, des caisses d’assurances maladie. Les juges relèvent une pièce du dossier d’instruction à propos de la politique de l’entreprise vis à vis des CHSCT. Il n’y a pas d’ambiguïté : il faut mener une « guérilla juridique » contre les CHSCT.
Sans le travail d’alerte, d’enquête et d’expertise des CHSCT, ce procès n’aurait sans doute pas pu avoir lieu. Les ordonnances Macron et la disparition de cette instance font craindre que ce procès des méthodes de management mortifères ne soit le premier et le dernier.

## Procès en appel
Le procès en appel s'ouvre  le 11 mai 2022.
La culpabilité du PDG, Didier Lombard, et du numéro deux, Louis-Pierre Wenès, de France Télécom à l'époque des faits, a été confirmée par la cour d’appel de Paris. La notion de « harcèlement moral institutionnel » reconnue par le jugement du 20 décembre 2019 est confirmée. Les peines des deux dirigeants sont de un an d’emprisonnement assorti du sursis et à 15 000 euros d’amende.
Dans son arrêt du 21 janvier 2025, la Cour de cassation a validé la condamnation des dirigeants de France Télécom pour harcèlement moral institutionnel.

## Pièces, films, livres, documentaires
Le livre, paru en 2005, La société malade de la gestion de Vincent de Gaulejac montre comment les individus sont enfermés dans un système "qui les conduit à une soumission librement consentie" et dénonce cette gestion qui rend malade parce qu'elle est porteuse de non-sens et d'insensé, qu'elle invite à faire toujours mieux et gagner toujours plus, qu'elle transforme chaque individu en capital humain.
En 2007, bien avant que la presse ait commencé à se faire l'écho des suicides, une pièce de théâtre de la compagnie Naje, Les Impactés, met au jour le système France Télécom-Orange et la souffrance de ses salariés.
En 2009, Serge Moati réalise un documentaire de commande sur la réussite de France Télécom. Ce film inédit, tourné au pic de la crise dans l'entreprise, est diffusé au procès, au grand dam des prévenus car les salariés s'expriment sans fard sur leurs conditions de travail.
Le livre Orange stressé (2010) d'Ivan Du Roy décrit un management « sournois » et « vicieux » par le stress à France Télécom, laboratoire pour la gestion du personnel par la souffrance au travail.
Le roman Les Visages écrasés (2011) de Martin Ledun, et la pièce de théâtre Un Incident de Vincent Farasse, traitent de cas fictifs proches.
Le film Corporate (2017) de Nicolas Silhol a été imaginé à la suite de cette affaire.
Le livre de Didier Bille DRH, la machine à broyer (2018) : l'auteur, qui a officié ailleurs, décrit les techniques utilisées par les RH pour se débarrasser des salariés. 
Le roman de Sandra Lucbert Personne ne sort les fusils (2020) attaque la langue du capitalisme utilisée par les cadres de France Télécom.
La raison des plus forts (2020) rassemble les chroniques du procès sous la plume de romanciers, chercheurs, artistes...
Le documentaire Souffrance au travail : on lâche rien ! (2022) de Daniel Kupferstein montre comment une mobilisation sociale et solidaire permet aux victimes ou à leurs familles de faire reconnaître les souffrances au travail en accident du travail ou en maladie professionnelle et le cas échéant faire condamner au pénal ces employeurs responsables.
La pièce de théâtre Babylone (2022) de Maurici Macian-Colet, mise en scène par Max Millet, s'inspire de l'affaire France Télécom pour parler d'une campagne de harcèlement moral à grande échelle du point de vue d'un manager.
Le documentaire Par la fenêtre ou par la porte (2023) de Jean-Pierre Bloc fait le récit de l'affaire, recueillant les témoignages des acteurs de la lutte, syndicalistes, avocats, ou encore médecins du travail.
Le roman Le Dernier Étage du monde (2023) de Bruno Markov met en scène le suicide d'un technicien de France Telecom au début des années 2000, dont le fils retrouve les carnets dans lesquels il décrivait son quotidien, et décide de le venger en retrouvant la trace du consultant en management qu'il accuse d'avoir causé sa chute. 